# M'Zab
De M'Zab-vallei in Algerije is een droge en onvruchtbare streek met weinig water. Het regent er gemiddeld slechts eens in de drie of vier jaar. De vallei is de traditionele habitat van de Mozabieten die er zich gevestigd hebben in vijf gefortificeerde steden (Ghardaia, Beni-Isguen, El-Ateuf, Melika en Bounoura, allen gesticht tussen 1012 en 1350, die samen een pentapolis vormen) waar zij ingenieuze ondergrondse wateropslagsystemen hebben aangelegd die jaarlijks veel onderhoud behoeven. De eenvoudige, maar functionele architectuur van M'Zab was bedoeld om gemeenschappelijk te leven, terwijl de structuur van de familie werd gerespecteerd. Het is nog steeds een inspiratiebron voor hedendaagse stedenbouwkundigen.
De locatie werd in 1982 toegevoegd aan de Werelderfgoedlijst van UNESCO.